# Hartmut Schreiber
Hartmut Schreiber (født 28. januar 1944 i Wittlich) er en tysk tidligere roer.

## Karriere

### Roning
I 1970 var han en del af den østtyske toer med styrmand, der vandt VM-sølv, og året efter var han med i fireren med styrmand, der vandt EM-sølv.
Ved OL 1972 i München kom han med i den østtyske otter, hvis besætning derudover bestod af Jörg Landvoigt, Hans-Joachim Borzym, Harold Dimke, Manfred Schneider, Manfred Schmorde, Bernd Landvoigt, Heinrich Mederow og styrmand Dietmar Schwarz. Østtyskerne blev nummer tre i deres indledende heat, hvilket var nok til at give kvalifikation til semifinalen. Her vandt de deres heat ved blandt andet at besejre USA og Sovjetunionen, men i finalen viste New Zealand som suverænt stærkest og vandt guldet, mens østtyskerne kæmpede med den amerikanske båd om de to øvrige medaljer, en strid der endte med, at USA vandt sølv blot seks hundrededele af et sekund foran DDR, mens der var langt ned til Sovjetunionen på fjerdepladsen.

### Øvrige karriere
Schreiber var udlært værktøjsmager, men studerede senere statskundskab. Han kom til at stå i spidsen for svømmetræningscenteret i Berlin. Efter den tyske genforening kom han ind i Berlins kriminalpoliti.

## OL-medaljer
- 1972:  Bronze i otter